# Молюски Львівської області, занесені до Червоної книги України
Список молюсків Львівської області, занесених до Червоної книги України
| № п/п | Українська назва виду    | Латинська назва виду   | Природоохоронний статус | Тип     |
| ----- | ------------------------ | ---------------------- | ----------------------- | ------- |
| 1     | Аріанта ефіопська        | Arianta aethiops       | Рідкісний               | Молюски |
| 2     | Гранарія зернова         | Granaria frumentum     | Рідкісний               | Молюски |
| 3     | Плікутерія Любомирського | Plicuteria lubomirskii | Вразливий               | Молюски |
| 4     | Ставковик булавоподібний | Lymnaea clavata        | Рідкісний               | Молюски |
| 5     | Трохулюс Більца          | Trochulus bielzi       | Вразливий               | Молюски |
| 6     | Трохулюс опушений        | Trochulus villosulus   | Вразливий               | Молюски |